# Kennard, Indiana
Kennard är en kommun (town) i Henry County i Indiana. Vid 2010 års folkräkning hade Kennard 471 invånare.